# Vol Aviaco 118
Le 13 août 1973, une Sud-Aviation SE 210 Caravelle assurant le vol Aviaco 118 s'est écrasée dans le village de Montrove, en Espagne, alors qu'elle tentait d'atterrir à l'aéroport d'Alvedro dans de mauvaises conditions météo. L'avion s'est écrasé dans une ferme abandonnée, à environ 3 km au nord-est de l'aéroport. Les 85 personnes à bord ont péri dans l'accident et l'incendie qui a suivi, ainsi qu'un des habitants du village.

## Avion
L'appareil impliqué était une Sud-Aviation SE 210 Caravelle 10R, un biréacteur moyen-courrier, immatriculé EC-BIC (numéro de série 225) et construit en 1967. Il était équipé de deux turboréacteurs à double flux, de type Pratt & Whitney JT8D-7, et totalise 13 118 heures de vol et 9 380 cycles (décollage/atterrissage) au moment de l'accident.

## Accident
Le vol 118 était un vol régulier saisonnier reliant Madrid à La Corogne, qui est apprécié des touristes. Les journaux locaux ont indiqué que c'était un vol spécial organisé par la compagnie espagnole Aviaco pendant la saison estivale, afin de fournir un accès facile aux nombreuses stations balnéaires présentes en Galice.
L'avion a décollé normalement de l'aéroport Adolfo Suárez Madrid-Barajas à 9h14. Après un vol sans incident, le commandant a contacté la tour de contrôle de l'aéroport d'Alvedro à 10h14 et a été informé de la mauvaise visibilité dans la zone à ce moment-là, en raison de la présence d'un épais brouillard. Bien qu'il lui ait été conseillé de rester en attente en prévision d'une amélioration des conditions météorologiques, l'équipage a entamé une première approche à 10h23 pour vérifier la visibilité réelle. La manœuvre a cependant échoué, l'équipage a alors effectué une remise de gaz et est revenu à une altitude de 6500 pieds (environ 2 000 m).
Après une deuxième approche interrompue, à 11h20, la tour de contrôle a averti le vol 118 que le brouillard se dissipait, que la visibilité avait augmenté à environ 1 500 m et la visibilité verticale était proche de 300 m. Puis, à 11h39, l'équipage signale avoir entamé une nouvelle approche, c'est la dernière communication reçue par la tour de contrôle de l'aéroport. 
Peu de temps après avoir entamé leur troisième approche, l'avion a heurté la cime de plusieurs arbres, avant de percuter le sol à grande vitesse et de finir sa course dans une ferme abandonnée avant d'exploser et de prendre feu. Le crash et l'incendie ont tué sur le coup 84 des 85 occupants de l'avion. Le seul survivant, transporté à l'hôpital de La Corogne, est décédé quelques heures plus tard des suites de ses graves blessures. En outre, une personne au sol a également été tuée lors du crash.

## Enquête
La cause officielle de l'accident du vol 118 est la violation, par les pilotes, des réglementations et instructions régissant les règles de sécurité aérienne et des normes internationales en vigueur en Espagne, en tentant d'atterrir par mauvaise visibilité. Ce fait a été considéré comme d'autant plus grave qu'à l'aéroport de Saint-Jacques-de-Compostelle, la visibilité était bonne au moment de l'accident, alors que cet aéroport se trouvait à seulement 45 km du lieu de l'accident.